# PPM1D
Protein phosphatase 1D はヒトppm1d遺伝子によってコードされる酵素である。
PPM1DはPPMファミリーに分類されるSer/Thrホスファターゼである。PPMファミリーは細胞ストレス応答経路のネガティブレギュレイターとして知られている。PPM1Dは、当初tumor suppressor protein TP53/p53依存的な様々な環境ストレスに応答して誘導されるホスファターゼとして同定された。p53やp38 MAPキナーゼ (MAPK/p38) の直接的な脱リン酸化によって、それらの活性を負に制御し、細胞周期停止やアポトーシスを抑制する。このことからp53のフィードバック制御因子であると考えられている。また、細胞周期制御因子の脱リン酸化によってp53非依存的に細胞周期を制御することが知られている。この遺伝子は乳癌由来細胞株および、初期乳癌組織において増幅が報告されており、このことは癌発生におけるppm1d遺伝子の役割を示唆している。

## 相互作用
PPM1DはCDC5Lと相互作用することが報告されている。

## 引用文献
1. 1 2 3  GRCh38: Ensembl release 89: ENSG00000170836 - Ensembl, May 2017
2. 1 2 3  GRCm38: Ensembl release 89: ENSMUSG00000020525 - Ensembl, May 2017
3. ↑  Human PubMed Reference:
4. ↑  Mouse PubMed Reference:
5. ↑  Fiscella M, Zhang H, Fan S, Sakaguchi K, Shen S, Mercer WE, Vande Woude GF, O'Connor PM, Appella E (July 1997). “Wip1, a novel human protein phosphatase that is induced in response to ionizing radiation in a p53-dependent manner”. Proc Natl Acad Sci U S A 94 (12):  6048–53. doi:10.1073/pnas.94.12.6048. PMC 20998. PMID 9177166.
6. 1 2  “Entrez Gene: PPM1D protein phosphatase 1D magnesium-dependent, delta isoform”. 2014年7月9日閲覧。
7. ↑  Ajuh, P; Kuster B, Panov K, Zomerdijk J C, Mann M, Lamond A I (December 2000). “Functional analysis of the human CDC5L complex and identification of its components by mass spectrometry”. EMBO J. (ENGLAND) 19 (23):  6569–81. doi:10.1093/emboj/19.23.6569. ISSN 0261-4189. PMC 305846. PMID 11101529.